# Scott County (Virginie)
Scott County je okres ve státě Virginie ve Spojených státech amerických.
V roce 2000 zde žilo 23 403 obyvatel. Průměrná hustota je 17 obyvatel na km2. Okresním městem je Gate City. Tento okres patří mezi Dry Countys (Suchý okres), to znamená, že je zde zakázaný nebo omezený prodej alkoholu.

## Historie
Stopy po indiánské vesnici našli první osadníci na jižním břehu řeky Clinch u ústí do Stony Creek. Prvním bílým osadníkem v roce 1769 byl Thomas McCulloch na Big Moccasin Creek u Fort Houston. V roce 1774 byly postaveny pevnosti na obranu proti indiánům. Nejznámější pevnost byla Fort Blackmore, které velel Daniel Boone. Mezi aktivní indiánské vůdce patřil Bob Benge z kmene Chickamauga Cherokee, který byl v roce 1794 zabit. První osady vznikaly v průběhu 19. století, osídlenci byli převážně obyvatelé Skotska. Scott Conty vznikl 24. listopadu 1814, kdy se oddělil od okresů Washington, Lee, a Russell a byl pojmenován podle generála Winfield Scotta. V roce 1830 činila rozloha 24 čtverečních mil. První soud se konal v roce 1815 první veřejná škola byla otevřena v roce 1870.

## Geografie
Scott County se nachází v jihozápadní části státu Virginie, jižní hranici tvoří stát Tennessee. Okres má rozlohu 1395 km2, z toho je 1390 km2 půda a 5 km2 vodní plocha.

## Města
- Clinchport
- Duffield
- Dungannon
- Gate City
- Nickelsville
- Weber City

## Sousední okresy
- Russell County – severovýchod
- Washington County – východ
- Lee County – západ
- Wise County – sever
- Sullivan County, Tennessee – jihovýchod
- Hawkins County, Tennessee – jih
- Hancock County, Tennessee – jihozápad

## Národní park
- Jefferson National Forest (část)

## Významné silnice
US Route 23
US Route 58
US Route 421
Virginia State Route 65
Virginia State Route 71
Virginia State Route 72